# Гірокотиліди
Гірокотиліди (Gyrocotyle) — рід плоских паразитичних стьожкових червів, єдиний у своєму ряді. Довжина тіла зазвичай 2 — 3 см, рідше до 10 см. По різним оцінкам нараховують до 10 видів. Живуть тільки у спіральному клапані (відділ кишечнику) риб ряду химери. Зустрічаються у різних районах світового океану. Для них характерні відсутність кишечнику та наявність складного розеткоподібного органу прикріплення на задньому кінці тіла. Цикл розвитку судячи з усього прямий, з овального яйця, на якому є ніжка, розвивається личинка — люкофора. Більшість вчених відносять гірокотилід до класу цестодарій типу цестод; деякі — до сильно видозмінених червів типу сисунів.